# 高城镇 (高青县)
高城镇，是中华人民共和国山東省淄博市高青县下辖的一个乡镇级行政单位。

## 行政区划
高城镇下辖以下地区：
西关村、北县合村、南县合村、东门里村、东关村、北关村、北门里村、和平村、北陈村、蔡家村、王家村、耿家村、前营村、后营村、小套村、西郭村、陶家村、赵王村、花孙村、庙子村、荆周村、大邵村、程家村、西吕村、东吕村、西沙村、沙东村、后孙村、马庄村、闫庄村、永阜村、成家村、单集村、祝家村、逍遥村、李官村、东郭村、付家堤口村、杨庄村、姚套村、堰头村、信家村、城北郭村、孟家村、务陈村、十里铺村、安家村、蔡旺村、大王村、河东村、西张村、东张村、纸坊村、堤西李村、范家村、付家村、陈尧村、西刘村、王庄村、小河西村、城北刘村、五里村、邢王村、赵路村、李明安村、大蔡村、张庙村、窦家村、丁庄村、刘家村、周家村、辛庄村、夏庄村、英庄村、堤上刘村、石槽村和前孙村。

## 人口
2010年中国第六次人口普查时，高城镇共有人口38121人。共有家庭13334户，平均每户2.83人。14岁以下的少年儿童共6543人，占总人口17.16%；15-64岁人口共26724人，占总人口70.10%；65岁及以上的老年人共4854人，占总人口的12.73%。男性共计18907人，占总人口49.59%；女性共计19214，占总人口50.40%。本地居住的人口中，拥有本地户籍的人口为37202人，占97.58%。